# Хэйлунцзянский университет
Хэйлунцзянский университет (кит. упр. 黑龙江大学, пиньинь Hēilóngjiāng Dàxué) — китайский университет, расположенный в городе Харбин провинции Хэйлунцзян.

## История
К 1930-м годах китайским коммунистам удалось создать на территории страны ряд советских районов. В начале 1930-х годов войскам Чан Кайши удалось ликвидировать ряд советских районов, и создать угрозу Центральному советскому району на юго-востоке Китая. В этих условиях китайские коммунисты решились на прорыв, и совершили беспримерный по мужеству переход, вошедший в историю как Великий поход. За два года (с октября 1934 по октябрь 1936) они с боями прошли вдоль южных и западных границ Китая, и в итоге достигли советского района на стыке границ провинций Шэньси, Ганьсу и Нинся, вошедшего в историю как Особый район Китая. Из 80 с лишним тысяч человек, вышедших в поход, до Особого района дошло лишь 7-8 тысяч человек. Столицей Особого района был город Яньань.
Для подготовки армейских кадров в находящемся на территории Особого района городе Баоань был создан Университет Красной армии. 1 июня 1936 года он был переименован в Университет Красной армии борющегося с Японией китайского народа, или сокращённо — Антияпонский военно-политический университет (抗日军政大学). В 1937 году университет переехал в Яньань. В 1939 году в северной части провинции Шэньси были организованы три филиала университета.
В марте 1941 года была организована Группа русского языка при 3-м филиале Антияпонского военно-политического университета. Именно с неё и начинается история Хэйлунцзянского университета. В октябре того же года Группа русского языка расширилась до Курсов русского языка при 3-м филиале Антияпонского военно-политического университета, а в декабре стала Отделом русского языка Военного института Центрального военного совета. В июне 1942 года Отдел был выделен в Институт русского языка Центрального военного совета, а в июле 1944 года преобразован в Яньаньский институт иностранных языков.
После завершения Второй мировой войны в Китае началась гражданская война. Коммунистам удалось закрепиться в Маньчжурии сразу после капитуляции там японских войск, и основные руководящие органы коммунистической партии покинули Яньань. Яньаньский институт иностранных языков перебрался в Маньчжурию, где в ноябре 1946 года стал Институтом иностранных языков при штабе Северо-Восточной демократической объединённой армии.
В январе 1949 года, когда гражданская война уже завершалась и бои шли далеко на юге Китая, институт был преобразован в Харбинский специализированный институт иностранных языков. С июня 1956 года он стал носить название Харбинский институт иностранных языков, а в августе 1958 года стал Хэйлунцзянским университетом.
В июне 1961 года к Хэйлунцзянскому университету был присоединён Хэйлунцзянский научно-исследовательский университет, в январе 1972 года — Харбинский специализированный институт иностранных языков.

## Структура
- Китайско-российский институт
- Институт философии
- Институт социально-управленческих наук
- Торгово-экономический институт
- Юридический институт
- Педагогический институт
- Гуманитарный институт
- Институт журналистики
- Институт европейских языков
- Институт русского языка
- Институт восточных языков
- Институт искусств
- Институт истории
- Институт математики
- Физико-технический институт
- Институт химической инженерии и материаловедения
- Институт биологии
- Электромеханический институт
- Электроинженерный институт
- Институт вычислительной техники
- Институт программного обеспечения
- Институт информационных технологий
- Строительный институт
- Институт гидроэлектротехники
- Институт сельского хозяйства
- Институт сельскохозяйственных ресурсов и окружающей среды
- Информационно-управленческий институт
- Институт прикладного перевода (английский язык)
- Центр русского языка и культуры
- Институт марксизма
- Центр изучения маньчжурского языка и культуры
- Институт преподавания международной культуры

### Китайско-российский институт
В 2011 году Хэйлунцзянским университетом совместно с Новосибирским государственным университетом был учреждён Китайско-российский институт, где готовят студентов по шести направлениям: биология, математика, физика, химия, экономика и юриспруденция. Особенностью этой подготовки является то, что преподавание базовых дисциплин китайским студентам ведется на русском языке преподавателями НГУ, которые специально для этого выезжают в Харбин. Студенты китайско-российского института в случае учёбы в течение года в Новосибирском государственном университете и защиты квалификационной работы на русском языке имеют право на получение российского документа о высшем образовании.
15 ноября 2011 года Китайско-российский институт Хэйлунцзянского университета был включён в список 17 учреждений высшего образования, в которых Министерством образования КНР осуществляется пилотный проект по реформе системы образования.

## Знаменитые выпускники
- Янь Сюэтун (р.1952) — известный китайский учёный-международник, глава факультета международных отношений Университета Цинхуа.
- Ха Цзинь (р.1956) — американский писатель китайского происхождения.

## Почётные профессора́ университета
- Шатуновский, Илья Борисович (1949—2019) — российский учёный, лингвист.